# Dragomirești (okręg Vaslui)
Dragomirești – wieś w Rumunii, w okręgu Vaslui, w gminie Dragomirești. W 2011 roku liczyła 615 mieszkańców.